# Mörka kroken

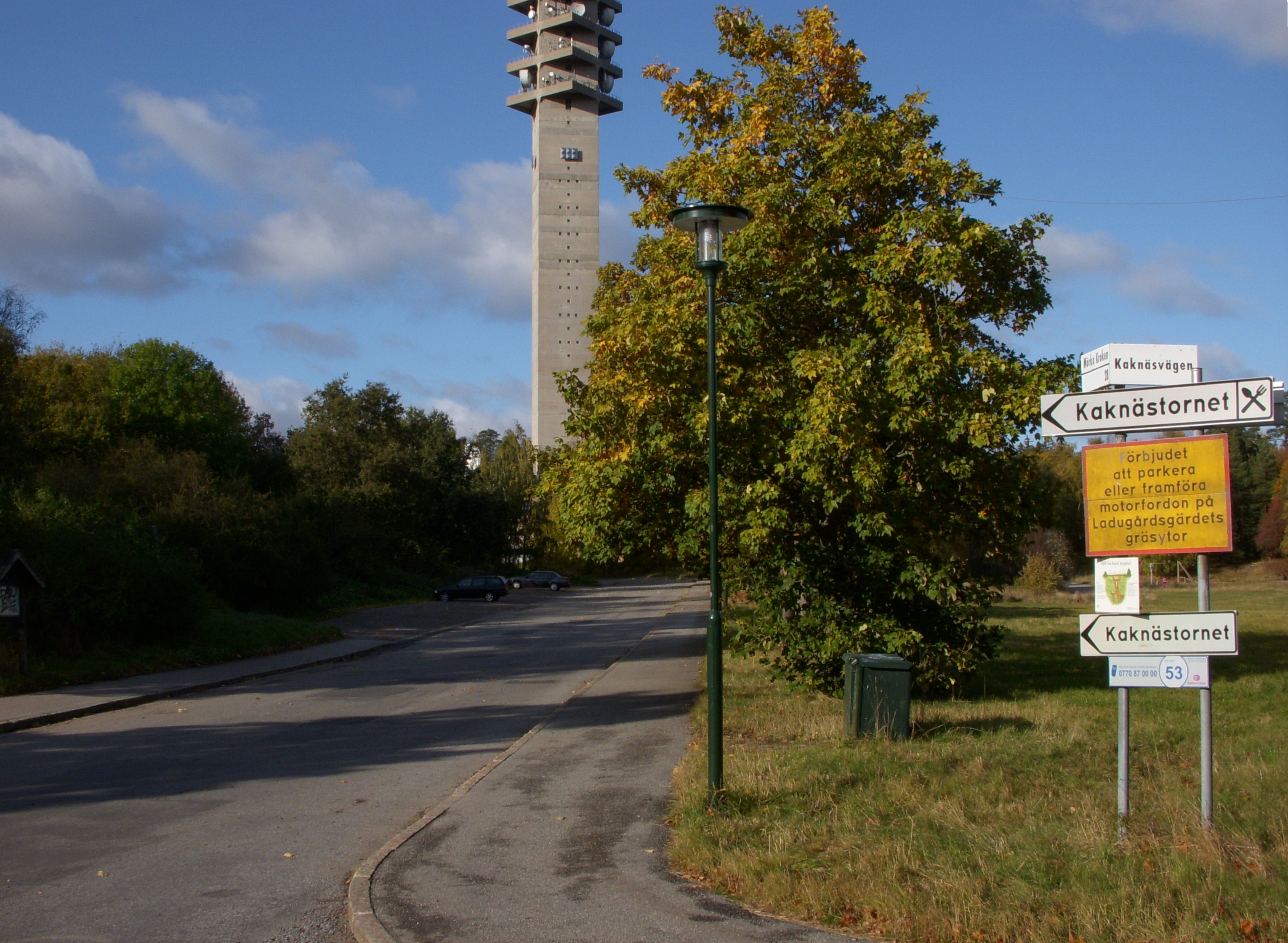
Mörka kroken västerut vid Kaknäsvägen, 2009 med Kaknästornet i bakgrunden

Mörka kroken är en gata på Ladugårdsgärdet i Stockholm. Gatan sträcker sig från Kaknäsvägen i västlig riktning till parkeringen vid Kaknästornet, som har adress Mörka kroken 28. Gatan fick sitt nuvarande namn 1965.
Bakgrunden till namnet har en lokal anknytning som går tillbaka till tiden då militären hade övningar på Gärdet. "Mörka kroken" användes då som målangivning. Att det blev "mörkt i kroken" berodde på övergången från det öppna gärdet till tät granskog som fanns förr i tiden vid just denna kurva.